# Olimpiada Szachowa Niewidomych

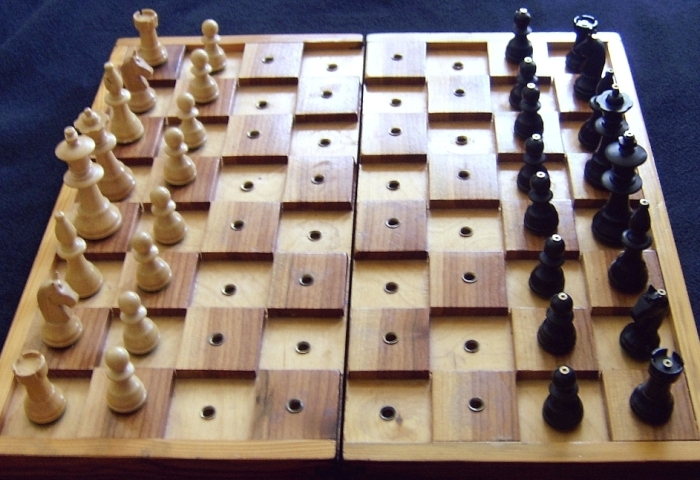
Szachownica brajlowska

Olimpiada Szachowa Niewidomych – międzynarodowy drużynowy turniej szachów dla niewidomych, organizowany przez Międzynarodowe Stowarzyszenie Szachistów Niewidomych w cyklu czteroletnim od 1961 roku. W turnieju uczestniczą reprezentacje narodowe, nominowane przez narodowe związki szachowe zrzeszone.
W 2000 r. pod honorowym patronatem Jolanty Kwaśniewskiej została rozegrana Szachowa Olimpiada Niewidomych w Zakopanem.

## Lista szachowych olimpiad niewidomych
| Lp. | Rok  | Miasto          | I miejsce  | II miejsce | III miejsce    |
| --- | ---- | --------------- | ---------- | ---------- | -------------- |
| 1   | 1961 | Meschede        | Jugosławia | Austria    | RFN            |
| 2   | 1964 | Kühlungsborn    | Jugosławia | NRD        | Czechosłowacja |
| 3   | 1968 | Weymouth        | ZSRR       | Jugosławia | Rumunia        |
| 4   | 1972 | Pula            | ZSRR       | Jugosławia | Rumunia        |
| 5   | 1976 | Kuortane        | ZSRR       | Jugosławia | RFN            |
| 6   | 1980 | Noordwijkerhout | ZSRR       | Jugosławia | RFN            |
| 7   | 1985 | Benidorm        | ZSRR       | Jugosławia | Polska         |
| 8   | 1988 | Zalaegerszeg    | ZSRR       | Jugosławia | Węgry          |
| 9   | 1992 | Majorka         | Rosja      | Jugosławia | Ukraina        |
| 10  | 1996 | Laguna          | Rosja      | Ukraina    | Białoruś       |
| 11  | 2000 | Zakopane        | Rosja      | Polska     | Ukraina        |
| 12  | 2004 | Tarragona       | Polska     | Rosja      | Ukraina        |
| 13  | 2008 | Heraklion       | Rosja      | Ukraina    | Hiszpania      |
| 14  | 2012 | Madras          | Rosja      | Ukraina    | Hiszpania      |
| 15  | 2017 | Ohrid           | Rosja      | Ukraina    | Polska         |
| 16  | 2021 | Rhodes          | Rosja      | Polska     | Serbia         |